# NGC 6123
NGC 6123 est une galaxie lenticulaire située dans la constellation du Dragon. Sa vitesse par rapport au fond diffus cosmologique est de 3 965 ± 12 km/s, ce qui correspond à une distance de Hubble de 58,5 ± 4,1 Mpc (∼191 millions d'al). NGC 6123 a été découverte par l'astronome américain Lewis Swift en 1885.
NGC 6123 présente une large raie HI. De plus, c'est une galaxie du champ, c'est-à-dire qu'elle n'appartient pas à un amas ou un groupe et qu'elle est donc gravitationnellement isolée.